# 月島きらり starring 久住小春 (モーニング娘。)
月島きらり starring 久住小春（モーニング娘。）（つきしまきらり スターリング くすみこはる （モーニングむすめ））は、久住小春が、声優を務めるテレビアニメ『きらりん☆レボリューション』の登場キャラクター「月島きらり」として活動する際のアーティスト名である。現在でいう2.5次元アイドルの先駆けである。

## 概要
2006年4月7日より、テレビ東京系列で放送開始されたテレビアニメ『きらりん☆レボリューション』の主人公「月島きらり」役として、モーニング娘。の久住小春が起用され、同時にオープニングとエンディング用の曲が作成され久住が歌唱した。その際のアーティスト名が「月島きらり starring 久住小春（モーニング娘。）」である。「starring」とは「主演」「主役」と言う意味であり、実際は久住がソロで歌っている。
- 「月島きらり starring 久住小春（モーニング娘。）」として活動する場合は、原則として久住小春名義やモーニング娘。所属である事は表明されず、月島きらりとして活動する事がほとんどである。
- CD販売活動をする際に『おはスタ』（テレビ東京系列）に何度か登場した時も「月島きらり」の名前でしか紹介されていない。
- ただし、モーニング娘。やハロー!プロジェクトのコンサートで楽曲を披露した場合、コンサート後半のMCで「今日は久住小春としても月島きらりとしても歌うことができてとても嬉しかった」などと発言する事が多いため、別人（別人格）という設定が徹底されているわけではない。イベントなどでは月島きらり役の久住小春として紹介されることもあった。
- 『きらりん☆レボリューション』のオープニングは、シングルCDリリースに際して久住が「月島きらり」として歌う実写プロモーションビデオとアニメーションがミックスされたバージョンとなっている。
- なお、同じ『きらりん☆レボリューション』からの派生ユニットとして「きら☆ぴか」と「MilkyWay」があるが、これらの公式プロフィールにおけるクレジットは「久住小春」である。
- 楽曲はシャ乱Qのメンバーが制作したものはないが、tearbridge production及びロックフィールド所属作家によるものが多い。

## 活動
主にモーニング娘。またはハロー!プロジェクトのコンサートや、『ちゃお』または『おはスタ』主催のステージで歌やパフォーマンスを披露していた。一般的な音楽番組には出演していなかった。
2006年
- 6月17日に幕張メッセで開催された「第24回次世代ワールドホビーフェア」にて初ステージを披露した。ステージ名は『ちゃお』主催の「きらりん☆レボリューション キラキラ☆アイドル革命 第1章」である[1]。
- 11月5日に月島きらり単独の初ライブ「きらりん☆ありがとうライブ」を東京都港区・東京タワー芝公園スタジオにて開催した[2]。

2007年
- 9月17日 - 23日、東急東横線渋谷駅内にシングル曲『チャンス!』のフラッグを掲載

2009年
- 3月27日、テレビアニメ『きらりん☆レボリューション』終了に伴い、新規での活動が事実上終了。
- 5月4日、中野サンプラザにて開催された「きらりん☆レボリューション ファイナルステージ[3]」において卒業宣言し、活動を終了。

2025年
- 1月2日、過去にリリースした楽曲を翌3日より各サブスクリプション型（定額制）音楽ストリーミングサービスで配信開始することを発表[4]。

## ディスコグラフィ

### シングル
| 枚  | 発売日                                   | タイトル            | 規格品番    | 規格品番  | オリコン 最高位 |
| 枚  | 発売日                                   | タイトル            | 初回 限定盤 | 通常盤    | オリコン 最高位 |
| --- | ---------------------------------------- | ------------------- | ----------- | --------- | --------------- |
| 1st | 2006年7月12日                            | 恋☆カナ             | EPCE-5413   | EPCE-5414 | 12位            |
| 2nd | 2006年10月25日                           | バラライカ          | EPCE-5427   | EPCE-5428 | 8位             |
| 3rd | 2007年5月2日                             | ハッピー☆彡         | EPCE-5469   | EPCE-5470 | 2位             |
| 4th | 2007年11月7日(初回盤) ／11月28日(通常盤) | チャンス!           | EPCE-5510   | EPCE-5511 | 9位             |
| 5th | 2008年7月16日                            | パパンケーキ        | EPCE-5563   | EPCE-5564 | 11位            |
| 6th | 2009年2月4日                             | はぴ☆はぴ サンデー! | EPCE-5615   | EPCE-5616 | 9位             |

### シングルV
| 枚  | 発売日         | タイトル            | 規格品番  | オリコン 最高位 |
| --- | -------------- | ------------------- | --------- | --------------- |
| 1st | 2006年7月26日  | 恋☆カナ             | EPBE-5201 | 30位            |
| 2nd | 2006年11月8日  | バラライカ          | EPBE-5210 | 13位            |
| 3rd | 2007年5月9日   | ハッピー☆彡         | EPBE-5245 | 15位            |
| 4th | 2007年11月28日 | チャンス!           | EPBE-5269 | 33位            |
| 5th | 2008年7月30日  | パパンケーキ        | EPBE-5299 | 23位            |
| 6th | 2009年2月11日  | はぴ☆はぴ サンデー! | EPBE-5319 | 30位            |

### アルバム
| 枚     | 発売日         | タイトル        | 規格品番      | 規格品番  | オリコン 最高位 |
| 枚     | 発売日         | タイトル        | 初回 限定盤   | 通常盤    | オリコン 最高位 |
| ------ | -------------- | --------------- | ------------- | --------- | --------------- |
| 1st    | 2007年2月28日  | ☆☆☆             | EPCE-5456     | EPCE-5457 | 16位            |
| 2nd    | 2007年12月19日 | きらりん☆ランド | EPCE-5528〜29 | EPCE-5530 | 17位            |
| 3rd    | 2008年12月17日 | きらりと冬      | EPCE-5606〜07 | EPCE-5608 | 26位            |
| ベスト | 2009年3月11日  | ベスト☆きらり   | EPCE-5623〜24 | EPCE-5625 | 18位            |

### オムニバスアルバム
| 発売日         | 商品名                                           | 歌                                             | 楽曲                                                          | 備考                                            |
| -------------- | ------------------------------------------------ | ---------------------------------------------- | ------------------------------------------------------------- | ----------------------------------------------- |
| 2006年10月18日 | きらりん☆レボリューション・ソング・セレクション  | 月島きらり starring 久住小春（モーニング娘。） | 「恋花火」 「Loveだよ☆ダーリン」                              | テレビアニメ『きらりん☆レボリューション』関連曲 |
| 2008年8月27日  | きらりん☆レボリューション・ソング・セレクション4 | 月島きらり starring 久住小春（モーニング娘。） | 「アナタボシ（きらり Ver.）」 「サンサンGOGO（きらり Ver.）」 | テレビアニメ『きらりん☆レボリューション』関連曲 |

## 出演

### テレビ
- きらりん☆レボリューション（テレビ東京系列）
- おはスタ（テレビ東京系列）
- 大胆MAPスペシャル 人気アニメキャラクターの声をやっている人の顔を全部みせちゃうよ!ベスト50（2007年9月22日、テレビ朝日系） - 月島きらりの声優として久住小春がVTR出演。※順位は17位

### コンサート・イベント
- 第24回次世代ワールドホビーフェア「きらりん☆レボリューション キラキラ☆アイドル革命 第1章」（2006年6月17日、幕張メッセ）
- ちゃお&ChuChu サマーフェスティバル2006「きらりん☆ガールコンテスト2006」（2006年8月20日、幕張メッセ） - VTR出演
- モーニング娘。“熱っちぃ地球を冷ますんだっ。”文化祭2006「きらりん☆レボリューション 月島きらりとおどろう!」（2006年9月16日・17日、パシフィコ横浜）
- きらりん☆ありがとうライブ（2006年11月5日、東京都港区・東京タワー芝公園スタジオ）
- 第25回次世代ワールドホビーフェア「きらりん☆レボリューション スペシャルステージ」[8]（2007年1月20日、幕張メッセ）
- 第26回次世代ワールドホビーフェア「ちゃお・おはスタスペシャルきらりんステージ」（2007年6月23日・24日、幕張メッセ）
- Hello! Project 2007 Summer 10th アニバーサリー大感謝祭〜ハロ☆プロ夏祭り〜（2007年7月15日 - 29日）
- モーニング娘。“熱っちぃ地球を冷ますんだっ。”文化祭2007 アニメ広場（2007年10月7日・8日、パシフィコ横浜） - 「チャンス!」を披露したほか、STOP!温暖化教室（1日目の3回目及び2日目の3回目のみ）に月島きらりとして登場[9]。
- 次世代ワールドホビーフェア '08 Summer（2008年7月12日） - 「パパンケーキ」を初披露。
- きらりん☆レボリューションファイナルステージ（2009年5月4日、中野サンプラザ）